# Радовиш (община)
Радовиш (макед. Општина Радовиш) — община в Северной Македонии. Расположена в юго-восточной части страны. Население составляет 28 244 человека (2002 год).
Административный центр — город Радовиш.
Площадь территории общины 608 км².
Этническая структура населения в общине по переписи населения 2002 года:
- македонцы — 23 752 чел. (84,1%);
- турки — 4061 чел. (14,4%);
- цыгане — 271 чел. (1,0%);
- остальные — 160 чел. (0,5%)